# Mouriri uncitheca
Mouriri uncitheca là một loài thực vật có hoa trong họ Mua. Loài này được Morley & Wurdack mô tả khoa học đầu tiên năm 1961.